# Stor sönderfallslav
Stor sönderfallslav (Bactrospora dryina) är en lavart som först beskrevs av Erik Acharius, och fick sitt nu gällande namn av A. Massal. Stor sönderfallslav ingår i släktet Bactrospora och familjen Roccellaceae.  Arten är reproducerande i Sverige. Inga underarter finns listade i Catalogue of Life.